# União Eleitoral
A União Eleitoral (UE) foi uma aliança política na Guiné-Bissau.

## História
A UE foi criada em 2002 como uma aliança da Liga Guineense de Proteção Ecológica (LIPE), do Partido da Renovação e do Progresso (PRP), do Partido Social Democrata (PSD) e do Partido Socialista (PSGB), além de um partido dissidente facção do Movimento de Resistência da Guiné-Bissau-Bafatá. Foi inicialmente dirigido por Joaquim Baldé do PSD, mas foi concebido para ter uma presidência rotativa.
A União recebeu 4% dos votos nas eleições parlamentares de 2004, conquistando dois assentos. Apoiou o candidato do PAIGC, Malam Bacai Sanhá, nas eleições presidenciais de 2005, vencidas por João Bernardo Vieira.
Crises de liderança impediram o partido de disputar as eleições de 2008 e 2009, após as quais foi dissolvido.